# Saint-Léger-sur-Roanne
Saint-Léger-sur-Roanne là một xã trong tỉnh Loire miền trung nước Pháp.